# 復讐の蠍団 イン・トランス
復讐の蠍団 イン・トランス（ふくしゅうのさそりだん- In Trance）は、ドイツのハードロックバンドスコーピオンズの3枚目のスタジオアルバム。1975年にリリースされた。

## 概要
- 本作がディーター・ダークスがスコーピオンズに係わった初のアルバム[1]で、以後、1988年の「サヴェイジ・アミューズメント」までプロデューサーとしてスコーピオンズの作品に係わることになる。

## 収録曲
1. ダーク・レディ - Dark Lady (3:30)
  - U.Roth
2. イン・トランス - In Trance (4:47)
  - R.Schenker / K.Meine
3. 人生は川の如し - Life's Like A River (3:54)
  - U.Roth / R.Schenker / C.Fortmann
4. トップ・オブ・ザ・ビル - Top Of The Bill (3:26)
  - R.Schenker / K.Meine
5. 生と死 - Living And Dying (3:24)
  - R.Schenker / K.Meine
6. ロボット・マン - Robot Man (2:47)
  - R.Schenker / K.Meine
7. 日暮れ時の風 - Evening Wind (5:06)
  - U.Roth
8. サン・イン・マイ・ハンド - Sun In My Hand (4:25)
  - U.Roth
9. 炎を求めて - Longing For Fire (2:44)
  - R.Schenker / U.Roth
10. ナイト・ライツ - Night Lights (Instrumental) (3:14)
  - U.Roth